# Die wilden Siebziger
Die wilden Siebziger! (englischer Originaltitel That ’70s Show, zu deutsch „Diese 70er-Sendung“) ist eine US-amerikanische Sitcom, die in den Vereinigten Staaten von 1998 bis 2006 von FOX ausgestrahlt wurde.

## Inhalt
Die Serie handelt von einer Gruppe Jugendlicher, die in Point Place, einem fiktiven Vorort von Kenosha, Wisconsin, im Amerika der späten 1970er Jahre aufwächst.
Wie bereits im Titellied angedeutet, sitzen die Jugendlichen meist gelangweilt zusammen herum, weil in ihrer Stadt nichts Aufregendes passiert. Gelegentlich unternehmen sie einen Ausflug in größere Städte wie Racine, Madison, Chicago oder Milwaukee.
In der Serie geht es um Liebe, Eifersüchteleien und Freundschaft, Probleme mit Schule und Beruf sowie in der Familie. Ein wiederkehrendes Element ist eine Hauptfigur, die etwas Neues ausprobiert, um schließlich am Episodenende wieder zum Status quo zurückzukehren. Alternativ frischen Gastdarsteller für eine oder mehrere Folgen die Handlung etwas auf.
Denselben Zweck verfolgt die Thematisierung von 70er-Jahre-Ereignissen, -Entwicklungen und -Phänomenen, die aus heutiger Sicht fremdartig wirken oder aber, anders als für die Figuren der Serie, mittlerweile als normal akzeptiert sind. Mit diesem Kontrast zur Gegenwart wird häufig gespielt.
- Zu den Themen gehört das Aufkommen des Feminismus, der in der Kleinstadt Point Place noch als Fremdkörper betrachtet wird.
- Die wirtschaftliche Rezession der 70er wirkt sich direkt auf die Familie Forman aus, da Vater Red als Arbeiter betroffen ist.
- Eine weitere Entwicklung, die befreitere Einstellung zur Sexualität seit den ausgehenden 1960ern, ist auch in Point Place bereits zu spüren.
- Technische Neuentwicklungen wie Computer, Videorekorder, Mikrowellenherd finden Erwähnung.

Besonders zentral wird schließlich das Experimentieren mit Drogen dargestellt. In den sogenannten Circle-Sessions sitzen die Darsteller um einen runden Tisch herum und sprechen ihre Dialoge direkt in die Kamera, während durch Rauchwolken und das aufgekratzte, oft zusammenhangslose Gespräch angedeutet wird, dass die Jugendlichen gerade Marihuana konsumieren. Deutlich wird dies vor allem in Folge 8 der 6. Staffel, in der Donna den Kreis als „Kifferrunde“ bezeichnet sowie in Folge 27 der 4. Staffel, als Steven Hyde sagte, er kiffe niemals vor 15 bzw. 14 Uhr.
In den einzelnen Episoden werden oft Ausschnitte bekannter 70er-Jahre-Lieder gespielt. Die Jugendlichen sind stark an Musik interessiert, so dass sie auch oft Inhalt von Gesprächen ist. Dabei gibt es innerhalb der Gruppe keinen einheitlichen Geschmack. Die Bandbreite reicht von Jackies Vorliebe für ABBA und Donny Osmond bis hin zu Stevens Neigung zu den Sex Pistols, KISS und Led Zeppelin.
Die Episodentitel im englischen Original sind ab der fünften Staffel nach Liedern bekannter Musikgruppen benannt: Led Zeppelin (Staffel 5), The Who (Staffel 6), The Rolling Stones (Staffel 7), Queen (Staffel 8)

## Inszenierung
Die wilden Siebziger wurde Freitag abends vor Publikum auf einer Bühne im CBS Studio Center in Studio City, Los Angeles, Kalifornien aufgezeichnet.
Besonderer Wert wurde auf die exakte Nachahmung der 1970er Jahre bei Ausstattung, Kleidung und Frisuren gelegt. Ein regelmäßig eingesetztes Stilmittel sind surreale Traumsequenzen.
Häufig sitzt eine Gruppe von Personen, in der Regel die Jugendlichen, in einem Kreis (meistens in Erics Keller, obwohl gelegentlich auch an anderer Stelle). Die Kamera wird im Kreis geschwenkt und hält bei der Person an, die gerade spricht. Es ist in der Regel deutlich, dass die Personen unter dem Einfluss von Marihuana stehen. Stilmittel sind dichte Rauchwolken, häufiges Husten und ein extremes Weitwinkel-Objektiv. Es wird aber nie das eigentliche Rauchen der Droge gezeigt. Auch gibt es keinen sichtbaren Zusammenhang mit Drogenutensilien wie Wasserpfeifen oder Zigarettenpapier. Es fällt auch nie das Wort „Marihuana“ (außer in der Episode „Keine Macht den Drogen“ und in Staffel 6 Folge 13 sagt Hyde: „Wir sitzen hier im Kifferkreis und quatschen über irgendwelche Beziehungen.“. Eine Folge später sagt Hyde außerdem, dass er keine zwei Joints mehr vertrage.), sonst wird es häufig nur als „Zeug“ bezeichnet. Ein Gimmick im Zusammenhang mit dem Kreis und dem Rauchen von Marihuana ist, dass sich die Küchenwand bewegt, wenn Eric gerade von seinen Eltern eine Standpauke für sein fehlerhaftes Verhalten bekommt, obwohl diese Technik auch dazu verwendet wird, um zu zeigen, dass Eric betrunken ist. Als die Serie voranschritt, bekam der Kreis eine wiederkehrende Funktion. Es gibt nur vier Episoden, in denen die ganze Clique im Kreis sitzt: „Eric und die Pickel“, „Pokernächte“, „Minigolf-Mitch“ und im Serienfinale.
In vielen Episoden halten sich die Teenager auf einem Wasserturm auf. Am Ende von mehreren Wasserturm-Sequenzen fällt mindestens eine Person hinunter (in der Regel Kelso). Als Charlie Richardson (gespielt von Bret Harrison) in Staffel 8 vom Wasserturm fiel und starb, wurde der Wasserturm ihm zu Ehren umbenannt. Nach Charlies Tod fiel Kelso wieder vom Wasserturm, überlebte aber; dies führte bei ihm zu dem Glauben, er sei „unbesiegbar“. In der Episode „Der Sturm im Wasserturm“ malte die Bande ein Marihuana-Blatt auf den Turm, das aber auch wie eine grüne Hand aussieht, die den Stinkefinger zeigt. In der Episode „Kampf um Jackie“ malt Kelso seinen und Jackies Namen auf den Turm, um Hyde zu ärgern. Gleich nachdem er fertig ist, fällt er wieder vom Turm und landet im Krankenhaus. Kelso ist bekannt dafür, seit der 5. Klasse mindestens einmal im Jahr vom Wasserturm zu fallen.
Viele der Episoden zeigen Eric und den Rest der Clique in oder um Erics „Aztec Gold“ 1969 Oldsmobile Vista Cruiser, den Eric von Red in der Pilotfolge geschenkt bekam. Für die ersten sieben Staffeln der Serie wurde die Besetzung in der Eröffnungssequenz im Vista Cruiser gezeigt. Dieses besondere Auto wurde von Wilmer Valderrama nach Ende der Show für 500 US-Dollar gekauft. Im August 2009 wurde der Vista Cruiser aus der Show von der Internetseite MSN Autos zum drittbesten Fernsehauto gewählt.
Die Serie lief über acht Staffeln mit insgesamt 200 Folgen, wobei zwei der Hauptdarsteller (Topher Grace und Ashton Kutcher) in der letzten Staffel nur noch Gastauftritte hatten.

## Figuren
Die Jugendlichen
Zu Beginn der Serie sind die Mitglieder von Erics Freundeskreis sechzehn oder siebzehn Jahre alt und demnach rund um das Jahr 1960 geboren, sie entstammen also den letzten Jahren der Baby-Boomer-Generation. Sie alle besuchen die örtliche Highschool.
Dreh- und Angelpunkt der Serie ist Eric Forman (Topher Grace). Im Keller seiner Eltern halten er und seine Freunde sich meist auf, wenn sie nicht zur Schule müssen, und mit dem Oldsmobile Vista Cruiser seiner Eltern fahren sie gelegentlich durch die Gegend. Eric ist intelligent und schlagfertig, mit einem Hang zu Wortspielen, und meistens gut gelaunt und liebenswert. Gelegentlich machen ihm Selbstzweifel zu schaffen, und er ist häufig nervös. Seine Vorliebe für Star Wars und G.I.-Joe-Actionfiguren lassen ihn manchmal zum Ziel spöttischer Bemerkungen werden, genauso wie sein schlaksiger Körperbau und die mangelnde Sportlichkeit. Des Öfteren muss er sich auch die Spitznamen „Foreplay“ (dt. Vorspiel), seltener auch „Foreskin“ (dt. Vorhaut), anhören. Im Laufe der Serie entwickelt sich eine Beziehung zu seiner langjährigen Jugendfreundin Donna Pinciotti. Beide verloben sich nach zahlreichen Trennungen und Wiederversöhnungen sogar, jedoch platzt die ursprünglich geplante Hochzeit, dennoch bleiben die beiden ein Paar. Eric möchte nach seinem Schulabschluss ans College, um zu studieren. Da sein Vater jedoch einen Herzinfarkt erleidet, entschließt er sich dazu, zu Hause zu bleiben, um ein Selbstfindungsjahr zu machen. In dieser Zeit fasst er den Entschluss, Lehrer werden zu wollen, zuvor jedoch für ein Jahr nach Afrika zu gehen, um bessere Aussichten auf ein Stipendium zu erhalten. In dieser Zeit trennt er sich von Donna, jedoch werden beide nach seiner Rückkehr am 31. Dezember 1979 wieder ein Paar.
Im Nachbarhaus wohnt Donna Pinciotti (Laura Prepon). Donna ist vermutlich die ausgeglichenste und unkomplizierteste Person in Erics Freundeskreis. Die hochgewachsene, rothaarige Donna kleidet sich eher praktisch und muss sich manchmal dagegen wehren, als unweiblich bezeichnet zu werden. Auch mit ihrer feministischen Einstellung eckt sie in der größtenteils männlichen Gruppe manchmal an. Donna und Eric kennen sich von Kindesbeinen an. Zwischen den beiden bahnt sich zu Beginn der Serie eine Beziehung an.
Donna möchte nach der High School das College besuchen, entscheidet sich aber wegen Eric, der zu Hause bleibt und sich um seine Familie kümmert, ebenfalls in Point Place zu bleiben und dort ein Studium am City College aufzunehmen. Außerdem arbeitet sie bei einem Radiosender und hat dort sogar eine eigene Sendung. Am Ende der Serie entscheidet sie sich dazu, aufs College zu gehen.
Ebenfalls seit ihren Kindestagen miteinander befreundet sind Eric und Steven Hyde (Danny Masterson). Steven stammt aus einem zerrütteten Elternhaus, ist eher schweigsam, wird aber wegen seiner Coolness allgemein besonders respektiert. In der Schule beteiligt sich der ziemlich intelligente Steven kaum und bringt entsprechend schlechte Noten nach Hause, was ihn allerdings nicht stört. Als echter Rebell hat er eine Vorliebe für Heavy Metal, Hard Rock und Punkmusik und beteiligt sich meist an Streichen jeder Art. Zudem empfindet er tiefes Misstrauen gegen das Establishment und Autoritätspersonen jeder Art. Seine manchmal durch Drogenkonsum verstärkten Verschwörungstheorien finden allerdings in seinem Freundeskreis selten Anhänger. Äußerlich setzt er sich ein wenig durch seine Afrofrisur und die stets getragene Sonnenbrille ab.
Im Verlauf der Serie stellt sich heraus, dass Stevens leiblicher Vater der Besitzer einer großen Schallplattenvertriebsfirma ist, in der Steven einen Job als Büroangestellter erhält, der ihm aber keine Freude macht. Später eröffnet sein Vater in Point Place einen Plattenladen, den Steven zunächst mit seiner Halbschwester und später alleine leitet. Am Ende der Serie erhält er von seinem Vater einen Brief, dass dieser sich dazu entschlossen hat, sämtliche Plattenläden zu schließen und diese an eine Reinigungsfirma zu verkaufen. Steven ist darüber zunächst sehr verärgert. Jedoch taucht sein Vater kurz vor der offiziellen Schließung im Plattenladen auf und teilt ihm mit, dass er diesen Laden nicht schließt, sondern ihn Steven zum Geschenk macht.
Michael Kelso (Ashton Kutcher) ist etwas unterbelichtet, aber attraktiv, und bildet sich viel auf sein Aussehen ein. Er ist ein Jahr älter als die anderen und gehört zur Clique, weil er das erste Schuljahr wiederholen musste. In Kombination mit seinem ausgeprägten Selbstbewusstsein ist der hochgewachsene Michael beim anderen Geschlecht sehr erfolgreich, wenn auch Treue nicht zu seinen Stärken gehört. Wie Steven ist er stets für Streiche zu haben. Auch auf Mutproben mit Gefahr für Leib und Leben lässt er sich gern ein. Er liebt Hunde. Nach seiner Schulzeit beginnt er eine Ausbildung an der Polizeiakademie und arbeitet auch eine Zeitlang als Polizist, bis er wegen eines dienstlichen Vergehens gefeuert wird und als Wachmann im Playboy-Club in Chicago arbeitet. Zu Beginn der Serie ist er mit Jackie liiert, jedoch zerbricht die Beziehung nach zahlreichen Trennungen und Wiederversöhnungen endgültig. Während eines Konzerts lernt Kelso Brooke kennen, die er durch einen sexuellen Kontakt auf der Toilette schwängert. Nach langem Zögern entscheidet er sich dazu, dem Kind ein guter Vater sein zu wollen. Trotzdem unternimmt er immer wieder erfolglose Versuche, mit Jackie zusammenzukommen, die dies aber auch nach der Trennung von Steven entschieden ablehnt.
Jackie Burkhart (Mila Kunis) ist ein Jahr jünger als die anderen Jugendlichen. Klein und dunkelhaarig ist sie auch charakterlich das Gegenstück zu Donna: oberflächlich und auf sich selbst fixiert versucht sie meist, sich in den Mittelpunkt zu drängen. Dabei hilft ihr nicht zuletzt ihre schrille Stimme. Gelegentlich ist sie anderen Menschen gegenüber sehr rücksichtslos und teilweise verletzend offen in ihren Aussagen. In ihrer Weltsicht definiert sie sich über den Reichtum ihrer Eltern, ihren sozialen Status (als Anführerin der Cheerleader der Highschool ist sie beliebt) und ihr gutes Aussehen. Entsprechend sind ihr Make-up, Frisur und Kleidung ausgesprochen wichtig. Zu Beginn der Serie ist sie Michael Kelsos Freundin, der einzige Grund, warum sie Teil der Clique um Eric ist; die anderen mögen sie nämlich nicht. Zwar ist Jackie nicht dumm, aber sie plant, reich zu heiraten und setzt deshalb weniger auf Bildung durch Bücher als auf regelmäßige Lektüre von Mode- und Lifestylemagazinen.
Die Beziehung zu Kelso zerbricht wegen zahlreicher Seitensprünge der beiden. Im späteren Verlauf der Serie kommt sie schließlich mit Steven zusammen. Auch diese Beziehung zerbricht, da sie Steven zum Heiraten zwingen möchte, der es jedoch ablehnt. Am Ende der Serie verliebt sie sich schließlich in Fez und beide werden ein Paar.
Fez (Wilmer Valderrama) ist ein Austauschstudent unbekannter Nationalität an der Highschool, die auch die anderen Jugendlichen besuchen. Er lebt bei streng religiösen Gasteltern. Sein richtiger Name (Fez ist lautmalerisch für foreign exchange student, ausländischer Austauschstudent) bleibt unbekannt und ist regelmäßig verwendeter Running Gag der Serie. Es werden in einigen Folgen widersprüchliche Hinweise auf seine Herkunft gegeben. Fez ist von Sexualität besessen und leidet unter seiner Unfähigkeit, beim anderen Geschlecht anzukommen. Durch seine mangelnde Beherrschung des Englischen (starker Akzent und geringes Vokabular) wie durch eine schonungslose Offenheit gerät er oft in peinliche Situationen. Wenn er sich beleidigt fühlt, reagiert er sehr schroff, umgekehrt kann seine Zuneigung leicht übertriebene Züge annehmen. Fez hat eine Vorliebe für Süßigkeiten aller Art, Käse und er verträgt nicht viel Alkohol. Durch seine von der Norm abweichende Erscheinung (dunklere Hautfarbe, Aussprache, Pullunder) wird er regelmäßig das Ziel von jugendlichen Streichen wie dem Eingeschlossenwerden in einen Spind.
Laurie Forman (Lisa Robin Kelly, später Christina Moore) ist Erics ältere Schwester. Sie besucht bereits das College und ist nur unregelmäßig zuhause. Eric und sie scheinen sich ständig zu streiten, entweder offen oder in Form von Intrigen. Teil der Gruppe um Eric ist sie daher nicht, wenn sich auch Michael und Fez regelmäßig um die attraktive blonde Laurie bemühen. Laurie strengt sich zu Beginn der Serie am College nicht besonders an und feiert lieber. Daher wird sie rausgeschmissen. Durch ihre regelmäßig wechselnden Partner und ständigen Affären ist sie bei allen außer Red als Schlampe abgestempelt.
Randy Pearson (Josh Meyers) übernimmt in der achten Staffel die Aufgabe der zwei nun fehlenden Protagonisten Eric und Michael. Er ist sehr eloquent und weiß mit Menschen (vor allem Frauen) umzugehen. Zur Gruppe stößt er über Hyde, in dessen Plattenladen er arbeitet. Während sich der Großteil der Clique oft über seine „Föhnfrisur“ lustig macht, ergibt sich zwischen ihm und Donna eine Beziehung, die aber mit der Rückkehr von Eric in der letzten Folge wieder zerbricht.
Die Erwachsenen
Reginald Albert „Red“ Forman (Kurtwood Smith) ist Erics Vater. Red ist in einer Fabrik für Autoteile angestellt und arbeitet wegen der Rezession nur noch auf Teilzeit. Nachdem die Fabrik schließt, ist Red erst arbeitslos, dann Manager im neu eröffneten Supermarkt „Schnäppchenmarkt“ (original: „Price Mart“). Nach einem Herzinfarkt ist er zeitweilig berufsunfähig und findet nach Genesung zunächst keine Arbeit. Durch einen Zufall entdeckt er jedoch, dass der örtliche Auspuffservice geschlossen wurde, und beschließt, das Geschäft zu übernehmen. Der Laden läuft jedoch von Anfang an nicht besonders gut. Im Laufe der 8. Staffel möchte die Kette „Auspuffmeister“ ebenfalls einen Auspuffladen in der Nähe von Reds Laden eröffnen. Dieser ist sich darüber bewusst, dass er mit den Preisen einer solchen Kette nicht mithalten kann. Er beschließt daraufhin, in die Zentrale des Konzerns zu gehen, um sich gegen die Eröffnung zu wehren, doch dort macht man ihm ein Kaufangebot für seinen Laden, welches er annimmt und sich dazu entscheidet, in den Ruhestand zu gehen.
Red ist Eric ein strenger Vater und bestraft ihn häufig hart, übersieht aber bei Laurie all ihre Schwächen. Insbesondere ist ihm wichtig, aus dem unsportlichen und verspielten Eric einen „richtigen Mann“ zu machen. Reds Welteinstellung ist nicht zuletzt durch seine Militärzeit im Koreakrieg geprägt, die er häufig erwähnt. Seine Abneigung gegen Kommunisten rührt vermutlich aus dieser Zeit. Grundsätzlich kann er mit Moden, Neuerungen oder liberalen Ideen nicht viel anfangen. Red hat keine Freunde und ist am zufriedensten, wenn er seine Ruhe und ein kaltes Bier hat. In seiner Freizeit geht er gern auf die Jagd oder zum Fischen, liest Zeitung oder sieht fern. Erics Clique, die sich ständig im Keller und in der Küche der Formans aufhält und für Chaos sorgt, ist stets Quelle für Auseinandersetzungen.
Kitty Forman (Debra Jo Rupp) ist Erics Mutter. Sie arbeitet zeitweise als Krankenschwester und ist der ausgleichende Pol in der Familie. Sie verhätschelt Eric wie ein Kleinkind, was diesem oft peinlich ist. Andererseits ist er froh, neben dem strengen Vater und der intriganten Schwester wenigstens ein etwas angenehmeres Familienmitglied zu haben. Auf Erics Freundin Donna ist Kitty nicht immer gut zu sprechen, da sie um ihre Rolle als wichtigste Frau in Erics Leben besorgt ist. Ihr Verhältnis zu Tochter Laurie ist angespannt, weil sie Lauries Eskapaden nicht gutheißt. Kitty trinkt regelmäßig zu viel Alkohol, insbesondere nach Stresssituationen, will aber nicht einsehen, dass sie ein Problem hat. Ein Markenzeichen von Kitty ist das auffällige Lachen, welches sie häufig einsetzt, wenn angespannte oder stressige Situationen auftreten, die ihr unangenehm sind.
Bob Pinciotti (Don Stark) ist Donnas Vater und besitzt das Haus neben den Formans. Der italienischstämmige Bob ist ein kleiner perücketragender und kräftig gebauter Mann von eher schlichtem Gemüt, aber ein guter Geschäftsmann und Verkäufer. Er besitzt einen Laden für Elektrogeräte in Point Place, das „Bargain Bob’s“, den er aufgeben muss, weil der neu eröffnete Price Mart günstigere Preise hat und ihm die Kunden stiehlt. Nach einer kurzen Zeit der Arbeitslosigkeit und schwerwiegender finanzieller Probleme macht er zufällig eine Erfindung, die er als Patent anmeldet und damit viel Geld verdient. Wo und was er genau arbeitet, wird im Verlauf der Serie nicht thematisiert. Außerdem wird er im Verlauf der 4. Staffel von seiner Ehefrau Midge (Tanya Roberts) verlassen, die nach Kalifornien geht. Er findet mit Joane Stupac (Mo Gaffney) eine neue Lebensgefährtin, die ihn aber später auch wieder verlässt. Im weiteren Verlauf der Serie hat er dann eine Affäre mit Jackies Mutter Pamela und kommt sogar wieder kurzzeitig mit seiner Ex-Frau zusammen. Nach einer Zeit der Versöhnung kommt es allerdings wieder so oft zum Streit, dass beide ihre endgültige Trennung im Einvernehmen beschließen und Midge wieder nach Kalifornien geht. Am Ende der Serie entschließt sich Bob dazu, sein Haus zu verkaufen und einen Angelshop in Florida zu eröffnen. Ob er das Vorhaben jedoch umsetzt, wird nicht mehr thematisiert.
Er bemüht sich oft um die Freundschaft mit Nachbar Red, bemerkt aber nicht, dass er diesem nur auf die Nerven geht.
Midge Pinciotti (Tanya Roberts) ist Donnas Mutter und Bobs Ehefrau. Sie ist noch simpler gestrickt als Bob und mit ihrer Rolle als Hausfrau unzufrieden. Bob ist allerdings dagegen, dass sie arbeiten geht. Äußerlich ist die hochgewachsene, blonde, attraktive Midge ein starker Kontrast zum pummeligen kleinen Bob. Der männliche Teil der Clique um Eric fühlt sich stark zu ihr hingezogen. Anders als das etwas biedere Ehepaar Forman sind Midge und Bob stets leicht für die zahlreichen Modeerscheinungen und Trends der Siebziger zu begeistern. Tochter Donna schämt sich regelmäßig für die Ausrutscher ihrer Eltern.
Leo (Tommy Chong) ist der Besitzer der „Fotohütte“ (einem sehr kleinen Fotoladen, der auf einem Parkplatz steht) und ein guter Freund von Hyde. Da er ständig unter dem Einfluss von Drogen steht, weiß er oft nicht, wo er sich gerade befindet oder mit wem er gerade redet. Er verschwindet nach der vierten Staffel, wird aber in der siebten von Eric auf dessen Amerikatour gefunden, kehrt nach Point Place zurück und arbeitet in Stevens Plattenladen. In der letzten Staffel stellt sich außerdem heraus, dass er vor seiner „Hippie-Zeit“ im Zweiten Weltkrieg gedient hat und sogar das Purple Heart bekam.

## Besetzung und Synchronisation
Die deutsche Synchronisation der ersten fünf Staffeln entstanden im Auftrag der Neue Tonfilm Film- und Synchronproduktion GmbH unter der Dialogregie von Matthias von Stegmann in München. Ab der sechsten Staffel übernahm die Münchner Scalamedia GmbH mit Christian Weygand als neuen Dialogregisseur die Synchronisation. Carina Krause schrieb alle Dialogbücher.

### Hauptdarsteller
| Rolle                 | Schauspieler      | Hauptrolle (Episoden)    | Nebenrolle (Episoden) | Synchronsprecher      | Folgen |
| --------------------- | ----------------- | ------------------------ | --------------------- | --------------------- | ------ |
| Eric Forman           | Topher Grace      | 1.01–7.25                | 8.22 (Cameo)          | Johannes Raspe        | 179    |
| Donna Pinciotti       | Laura Prepon      | 1.01–8.22                |                       | Solveig Duda          | 200    |
| Michael Kelso         | Ashton Kutcher    | 1.01–7.25                | 8.01–8.04, 8.22       | Marc Oliver Schulze   | 183    |
| Steven Hyde           | Danny Masterson   | 1.01–8.22                |                       | Dominik Auer          | 200    |
| Jackie Burkhart       | Mila Kunis        | 1.01–8.22                |                       | Andrea Wick           | 200    |
| Fez                   | Wilmer Valderrama | 1.01–8.22                |                       | Matthias von Stegmann | 200    |
| Kitty Forman          | Debra Jo Rupp     | 1.01–8.22                |                       | Ursula Wolff          | 200    |
| Reginald „Red“ Forman | Kurtwood Smith    | 1.01–8.22                |                       | Erich Ludwig          | 200    |
| Bob Pinciotti         | Don Stark         | 1.01–8.22 (Unregelmäßig) |                       | Hans-Rainer Müller    | 126    |
| Randy Pearson         | Josh Meyers       | 8.02–8.22                |                       | Philipp Moog          | 21     |

### Nebendarsteller
| Rolle           | Schauspieler                                                   | Auftritte (Folgen) | Synchronsprecher                                                | Folgen |
| --------------- | -------------------------------------------------------------- | --- | --------------------------------------------------------------- | ------ |
| Midge Pinciotti | Tanya Roberts                                                  | 1.01–1.07, 1.09, 1.12, 1.14–1.20, 1.24–1.25, 2.01–2.04, 2.06–2.07, 2.09–2.10, 2.13, 2.15–2.17, 2.19–2.20, 2.23, 2.26, 6.25, 7.01, 7.04–7.06                                                                              | Marietta Meade (Staffel 1–3) Carin C. Tietze (Staffel 6–7)      | 51     |
| Laurie Forman   | Lisa Robin Kelly (Staffel 1–3 & 5) Christina Moore (Staffel 6) | 1.02, 1.09, 1.12, 1.15, 1.17, 1.20–1.21, 1.23, 1.25, 2.01–2.07, 2.09–2.14, 2.16–2.17, 2.19–3.08, 3.10, 3.12, 5.08, 5.23–6.02, 6.05–6.06, 6.09, 6.24                                                                      | Veronika Neugebauer                                             | 44 6   |
| Leo             | Tommy Chong                                                    | 2.08, 2.16, 2.18, 2.23, 2.26, 3.01, 3.03, 3.10–3.11, 3.14, 3.22–3.23, 3.25, 4.05, 4.07, 4.09, 4.12, 4.15–4.16, 4.18, 4.20–4.21, 4.23–4.25, 7.17–7.18, 7.25, 8.02–8.03, 8.05–8.06, 8.09, 8.11–8.12, 8.14, 8.17, 8.21–8.22 | Gudo Hoegel                                                     | 37     |
| Caroline        | Allison Munn                                                   | 3.12–3.15, 3.17, 3.20–3.21, 8.05, 8.19 | Stephanie Kellner                                               | 8      |
| Joanne Stupac   | Mo Gaffney                                                     | 4.07–4.08, 4.11, 4.15, 4.19, 4.25, 4.27, 5.15, 5.17, 5.20, 5.22, 5.25 | Almut Zydra                                                     | 12     |
| Casey Kelso     | Luke Wilson                                                    | 4.16–4.17, 4.26–4.27, 6.23, 7.21 | Manfred Trilling (Staffel 4) Philipp Brammer (Staffel 6–7)      | 6      |
| Todd            | Christopher Masterson                                          | 4.18–4.19 | Hubertus von Lerchenfeld                                        | 2      |
| Annette         | Jessica Simpson                                                | 5.01, 5.13–5.14 | Stephanie Kellner                                               | 3      |
| Bea Sigurdson   | Betty White                                                    | 5.04, 5.08, 5.13–5.14 | Margit Weinert                                                  | 4      |
| Nina            | Joanna Canton                                                  | 5.05, 5.09, 5.11, 5.14–5.16, 5.18–5.19, 5.21 | Stefanie von Lerchenfeld                                        | 8      |
| Mitch Miller    | Seth Green                                                     | 5.17, 5.23, 6.19–6.21 | Benedikt Weber (Staffel 5) Hubertus von Lerchenfeld (Staffel 6) | 5      |
| Roy Keene       | Jim Gaffigan                                                   | 5.18, 5.20, 5.22, 6.06, 6.08, 6.10, 6.13 | Thomas Albus                                                    | 7      |
| Brooke          | Shannon Elizabeth                                              | 6.04–6.05, 6.07–6.08, 6.11, 6.14, 6.21, 6.24, 7.18 | Natascha Geisler                                                | 9      |
| Officer Kennedy | James Avery                                                    | 6.09–6.10, 6.17 | Christoph Jablonka                                              | 3      |
| Suzy Simpson    | Alyson Hannigan                                                | 6.12–6.13 | Marieke Oeffinger                                               | 2      |
| Pamela Burkhart | Brooke Shields                                                 | 6.15–6.16, 6.19–6.20, 6.24–7.01 | Elisabeth Günther                                               | 7      |
| William Barnett | Tim Reid                                                       | 7.02, 7.04–7.06, 7.08–7.09, 7.22, 8.14, 8.21 | Christoph Jablonka                                              | 9      |
| Angie Barnett   | Megalyn Echikunwoke                                            | 7.08–7.10, 7.12, 7.15–7.16, 7.19, 7.22 | Annina Braunmiller                                              | 8      |
| Samantha Hyde   | Jud Tylor                                                      | 8.01–8.05, 8.09–8.10, 8.16 | Anke Kortemeier                                                 | 8      |

### Gastdarsteller
In der Serie haben viele Schauspieler Gastauftritte. Auch wartet die Serie mit einer Vielzahl von Gastauftritten verschiedenster Stars auf. Neben Gene Simmons, Paul Stanley, Ace Frehley und Peter Criss von der Band KISS, die in der Serie oftmals auftauchen, außerdem noch:
| Rolle         | Schauspieler         | Auftritte (Folgen) | Synchronsprecher  |
| ------------- | -------------------- | ------------------ | ----------------- |
| Buddy Morgan  | Joseph Gordon-Levitt | 1.11               | Stefan Günther    |
| Rocky Johnson | Dwayne Johnson       | 1.15               | Gerhard Jilka     |
| Edna Hyde     | Katey Sagal          | 1.18               | Kathrin Ackermann |
| Türsteher     | Neil Flynn           | 2.03               | Ekkehardt Belle   |
| Mary          | Melissa Joan Hart    | 2.09               | Stephanie Kellner |
| Alice Cooper  | Alice Cooper         | 3.14               | Ekkehardt Belle   |
| Charlie       | Fred Willard         | 5.17               | Dirk Galuba       |
| Christy       | Rachel Bilson        | 6.21               | Sonja Reichelt    |
| Pastor Dan    | Billy Dee Williams   | 6.14               | Walter von Hauff  |
| Danielle      | Lindsay Lohan        | 7.07               | Shandra Schadt    |
| Sarah         | Eliza Dushku         | 7.15               | Shirin Lotze      |
| Vic           | Bruce Willis         | 8.04               | Manfred Lehmann   |
| Andrew Davis  | Justin Long          | 8.21               | Benedikt Gutjan   |

## Auszeichnungen
- 1999: Emmy für Kostüme in der Episode That Disco Episode (Melina Root).

## Fortsetzungen
2002 startete 21st Century Fox auf seinem Sender FOX eine Fortsetzung bzw. Spin-Off unter dem Titel That '80s Show. Von den originalen Darstellern war niemand dabei, auch der Ort der Handlung wurde nach Los Angeles verlegt, lediglich Terry Turner war als Produzent wieder beteiligt. Bereits nach 13 Episoden wurde die Serie wieder abgesetzt.
2022 wurde von Netflix eine tatsächliche Fortsetzung in Auftrag gegeben, die 15 Jahre nach dem Ende des Originals, also 1995, unter dem Titel Die wilden Neunziger (That '90s Show) spielen wird. Bis auf Danny Masterson, der wegen Vergewaltigung verurteilt worden ist, wurden bereits alle Schauspieler des Hauptcast des Originals für das Sequel bestätigt, wobei sie hier aber nicht die Hauptrollen spielen werden. Die erste Staffel wurde am 19. Januar 2023 auf Netflix veröffentlicht.